# Saturn rakétacsalád

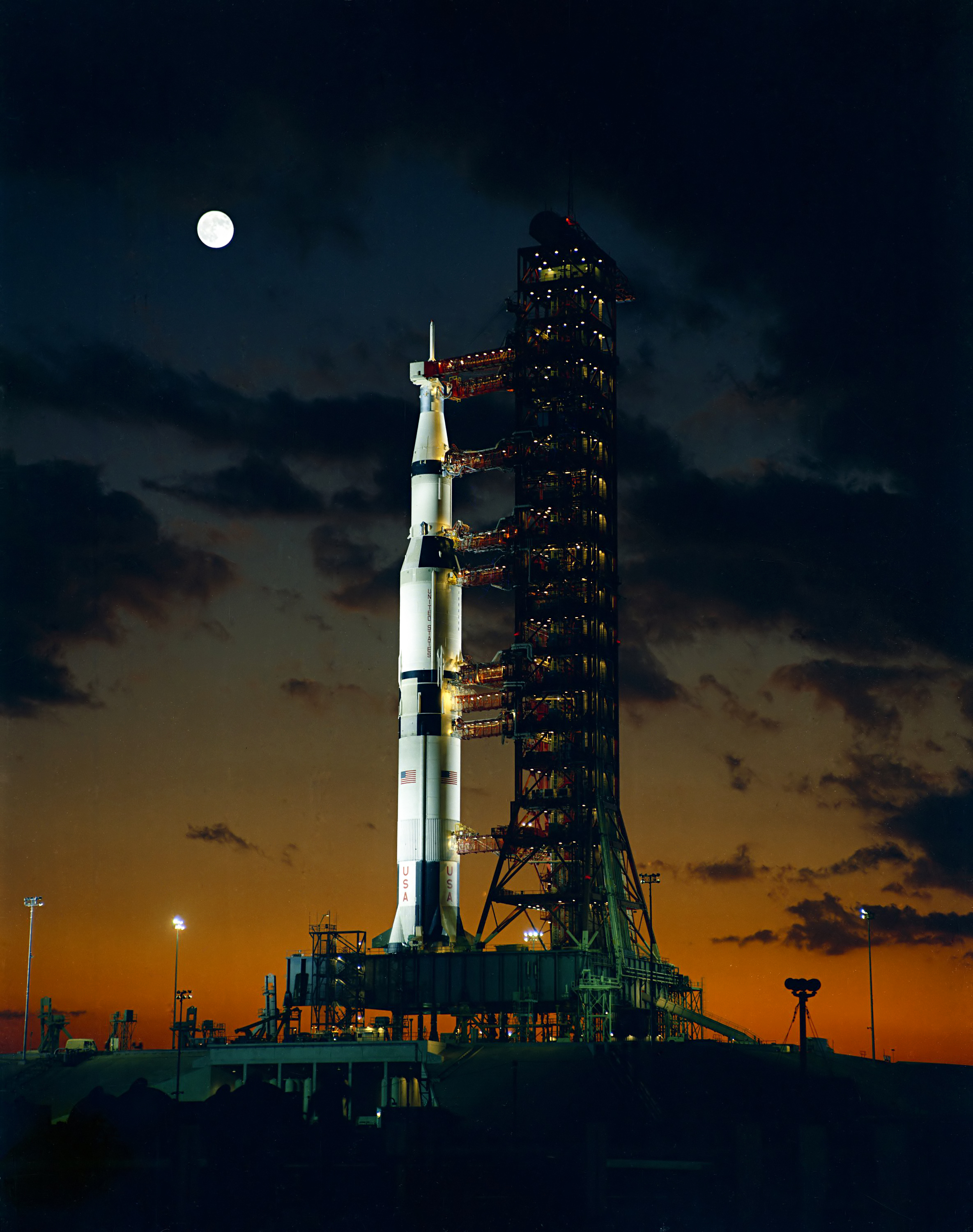
A Saturn V rakéta, másképpen a „Holdrakéta” az indítóálláson

A Saturn rakétacsalád a NASA által az Apollo-program során használt hordozórakéták gyűjtőneve. Saturn név alatt három hordozóeszköz született, a Saturn I, majd ennek „egyenes ági leszármazottja”, a Saturn IB, végül a köztudatba holdrakéta néven bevonult Saturn V. A rakétacsalád összeforrt Wernher von Braun nevével, mivel ő volt a fejlesztést koordináló főkonstruktőr mindhárom rakéta esetében (bár a közhiedelemmel ellentétben nem ő tervezte minden részüket).
A Saturn rakétákat az Amerikai Egyesült Államok első nagy számban elterjedt interkontinentális ballisztikus rakétájának a Jupiter, vagy más néven Juno rakétának az utódául, atomrobbanófej-hordozónak szánták és a velük szemben támasztott fő követelmény a lehető legnagyobb tolóerő elérése volt. Végül a NASA-hoz sorolták át, mert a hadseregnek „túl jó” lett.

## Története

### A kezdetek
Az Egyesült Államokban az 1940-es–50-es években a rakétafejlesztések a különböző haderőnemeknél egymástól függetlenül folytak, gyakorlatilag konkurálva egymással. Az ötvenes évek közepére a szovjet rakétatechnika előretörése miatt egyre nagyobb szüksége volt az USA-nak nagy teljesítményű katonai hordozóeszközökre, így született meg egy követelményrendszer egy olyan rakétára, amely 9000–18 000 kilogramm között lett volna képes hasznos terhet Föld körüli pályára juttatni. A követelményrendszert az akkortájt még hivatalosan nem is létező – az USA Hadügyminisztériumának egyik osztályaként, még név nélkül működő – DARPA ügynökség állította össze (amely még manapság is a hadsereg számára fejlesztendő új technológiákért felelős szervezet). A leendő új rakétát már ekkor – a Szputnyik első repülése előtt – műholdak pályára állítására és atomrobbanófejek hordozására tervezték hadrendbe állítani. A műholdak felbocsátásával megjelent az űralkalmazások iránti igény, ám a cél a hadsereg számára kommunikációs és „egyéb” (akkoriban gyakran ezzel a terminológiával emlegették a szigorúan titkos kémműholdakat) űreszközök bevetése volt, az ARPA-nál szó sem esett semmiféle békés űrkutatási felhasználásról. (Később, a nukleáris és termonukleáris robbanófejek méretcsökkenése miatt a rakétát atomhordozóként már nem vették számításba.)
Megkezdődtek a számítások, hogyan lehet elérni a kívánt teljesítményt (az az idő tájt rendelkezésre álló legerősebb eszköz 1400 kg-ot tudott orbitális pályára juttatni) és eredményként közel 800 tonnás tolóerő jött ki. Ennek elérésére két út kínálkozott: az egyik, a meglevő rakétákból többet egy szerkezetbe foglalva, többhajtóműves hordozóeszközök építésével elérni a kívánt erőt, a másik pedig egyetlen hatalmas, erős rakétahajtóművet fejleszteni a feladathoz. Utóbbi nagyon hosszú folyamatnak ígérkezett (végül a 60-as évek második felére született meg az e koncepcióra épülő F–1 hajtómű, amelyet a Saturn V rakétában használtak fel, katonai alkalmazására nem került sor).

### Harci rakétából űrrakéta
A szovjetek jó (propaganda)érzékkel a rakétafejlesztések eredményeinek demonstrálására az űrkísérleteket választották és a Szputnyik szondákkal – és hordozórakétáikkal – világraszóló sikereket arattak, nem mellesleg pillanatnyi előnyre tettek szert a katonai csúcstechnika területén. Az USA-nak mindenáron szüksége volt egy sikeres űrstartra. Elemzők rögtön rámutattak arra a rendszerhibára, amely miatt lemaradásba kerültek: a különböző haderőnemeknél szétszórva, koordinálatlanul folyó fejlesztések nem voltak hatékonyak, helyette egy kézbe összevont koncentrált projektekkel kell(ett volna) operálni. Ekkor, erre a felismerésre alapozva alakult meg a NASA, a szervezet, amely minden amerikai repülési és űrhajózási programot egy helyen koncentráltan képes kezelni.
De még mielőtt a NASA megalakult volna, a Hadügyminisztérium formálisan is megalapította az ARPA-t 1958. február 8-án a hadseregtől, amely első feladatául a rakétafejlesztésekkel kapcsolatos követelmények kidolgozását és a rendelkezésre álló alternatívák összehasonlítását kapta feladatul.
Az ABMA – a hadsereg rakétaműhelye – a Super-Juno terven dolgozott éppen, az Air Force pedig a Titan-C koncepción. Az ARPA végül a rakétaprogramok közül szelektálva csak a legígéretesebbeknek adott zöld utat és fejlesztési kapacitást. Az akkoriban folyó fejlesztések közül a Jupiter rakéták fejlesztése tartott a legelőrébb, ez mutatkozott egyedül megfelelőnek a 9–18 tonna közötti kiíráshoz. A kiírás alapján a Rocketdyne láthatott neki egy új rakétahajtómű, a H-1 (a későbbi Saturn I és Saturn IB hajtóművének) gyártásához.
Az ARPA azonban nem állt meg a H-1 hajtómű útra bocsátásában, amire a hadsereg bátorította, hanem kibővítve a követelményrendszert, olyan hordozóeszközök alapelveit fektette le, amelynek alkalmasnak kellett lennie űrrepülésre is. Ez a továbbfejlesztett kiírás kapta a Saturn munkanevet (egyszerűen abból a megfontolásból, ahogy a Szaturnusz (Saturn) bolygó következik a Jupiter után a sorban, úgy következik a Saturn a Jupiter után a gyártásban). A munkanév 1959 februárjában vált hivatalossá.
Az űrhivatal megalakulása után rögtön elkezdődött a lehetséges irányok kijelölése, a lehetséges űrprogramok kialakítása és a hozzájuk szükséges eszközök követelményeinek kidolgozása. A Hold elérése már ebben a kezdeti időszakban is felmerült, így a NASA le is fektette az alapokat: ez idő tájt leszállási módszernek a direkt leszállás kínálkozott, amelyhez egy gigantikus hordozórakéta szükségeltetett, amely a Nova nevet kapta. Ám mivel a lehetséges űrprogramokhoz választandó megoldások és eszközök ekkor még képlékenyek voltak, további alternatívák kidolgozásával bíztak meg független hivatalokat vagy bizottságokat. Ilyen bizottság volt a Saturn Vehicle Evaluate Committee, vagy ismertebb nevén a Silverstein-bizottság, amely az ARPA Saturn koncepciójának NASA-beli felhasználásának lehetőségeivel foglalkozott. A Silverstein-bizottság vezetője, Abe Silverstein által fejlesztett hidrogén-oxigén hajtású fokozat második, vagy harmadik fokozatkénti alkalmazásával kialakított különböző hordozórakéta-variánsokat ajánlott a NASA-nak.
Variációk Saturnra:
- Saturn A
  - A-1 – Saturn többhajtóműves első fokozat, Titan második fokozat és Centaur harmadik fokozat
  - A-2 – Saturn többhajtóműves első fokozat, Jupiter többhajtóműves második fokozat és Centaur harmadik fokozat
- Saturn B
  - B-1 – Saturn többhajtóműves első fokozat, Titan többhajtóműves második fokozat, S-IV harmadik fokozat és Centaur negyedik fokozat
- Saturn C
  - C-1 – Saturn többhajtóműves első fokozat, S-IV második fokozat
  - C-2 – Saturn többhajtóműves első fokozat, S-II második fokozat és S-IV harmadik fokozat
  - C-3, C-4, és C-5 – mindegyik egy újonnan fejlesztendő, a későbbi F-1 hajtóművön alapuló első fokozat, valamint az S-II és az S-IV fokozat különböző variációján alapul

Ezekből az építőkockákból hamarosan kibontakozott egy olyan rakéta képe, amely kezelhető számú starttal tűnt képesnek nagyobb tömeg Föld körüli pályára állítására, vagy szökési sebességre gyorsításában.

### Egy tervből holdrakéta lesz
1961. május 25-én John F. Kennedy amerikai elnök gyökeres fordulatot hozott mind a NASA, mind az űrkutatás által követett irányban, benne a Saturn koncepcióban is. A cél a holdra szállás lett a NASA számára, ezért a lehető leghamarabb megfelelő rakétára volt szükség égitestszomszédunk elérésére, amelyre a Nova és a Saturn tervek látszottak megfelelőnek. A két rakéta között legfőképpen méret- és teljesítménybeli különbségek voltak, ezért az űrhivatal azt választotta közülük a leendő holdrakétának, amelynek előbb lehetett kész a fejlesztésével. A szerencse is segített, hisz a leszállási koncepciók közül győzedelmeskedő LOR-hoz elegendő volt a kisebb kapacitású rakéta is. Ezért a Saturn rakéták fejlesztése és megvalósítása indult el.

## A Saturn rakéták
A Saturn rakétacsalád három típusból állt össze, amelyek fejlesztése a mind nagyobb tolóerő elérésére irányult, és ennek a követelménynek maximálisan megfeleltek, minden fejlesztési lépcső ugrásszerű fejlődést mutatott az előzőekben elért szinthez képest.

### Saturn I

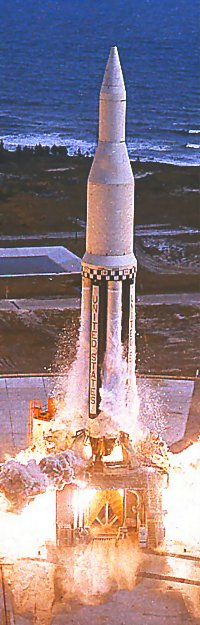
Az SA-1 startja

A Saturn I a Saturn rakétafejlesztési program során elsőként elkészült hordozóeszköz, amelyen vadonatúj technológiákat alkalmaztak és ezzel értek el addig példátlan tolóerőt. Wernher von Braun két forradalmi újítást alkalmazott. Egyrészt az ún. „cluster-technológiát” alkalmazta, azaz több hajtóművet foglalt egyetlen szerkezetbe az egyes fokozatoknál. Másrészt ebben a rakétában alkalmaztak először hidrogén–oxigén hajtóművekkel szerelt fokozatot. Ezekkel az újításokkal a Föld körüli pályára állítható hasznos tömeg a korábbi legnagyobb 5–6-szorosára növekedett.
A Saturn I pályafutása alatt végig tesztrakéta maradt. 1961 és 1965 között összesen tíz felszállást teljesítettek vele, ám egyetlen alkalommal sem szállított „éles” Apollo űrhajót. Kísérleti jellege ellenére minden startja sikeres volt.

### Saturn IB
A Saturn IB a rakétatechnika az 1950-es és 1960-as évek fordulóján tapasztalt forradalmának köszönhetően jött létre. Ebben az időszakban rekordgyorsasággal születtek az újabb és erősebb hajtóművek, amelyek beépítésével mindig egy-egy újabb rakétatípus is született. Így valósították meg a Saturn I továbbfejlesztésével, a korszerűbb hajtóművekkel ellátott, nagyobb tolóerejű változatot, a Saturn IB-t. A Saturn I első fokozatának nyolc darab H-1 hajtóműve szerkezetileg ugyan nem sokat változott, de tolóerejét közel 10%-kal sikerült megnövelni, a második fokozatba viszont teljesen új hajtómű került. Az eredeti második fokozat 6 darab Centaur hajtóműve helyett egy darab J-2 hajtóművet építettek be, amely egymaga kétszer akkora tolóerőt biztosított, mint a hat elődje összesen.
A hajtóművek fejlődésével lehetővé vált, hogy a Saturn IB tolóereje elegendő legyen a holdutazásokra tervezett Apollo űrhajó Föld körüli pályára állítására. Végül összesen kilenc repülésen, három különböző űrprogramban is használták az Apollo űrhajó és űrhajósai pályára állítására.

### Saturn V
A Saturn V, ismertebb nevén a holdrakéta, mindmáig a technikatörténet leghíresebb rakétája, amely hírnevét gigantikus tolóerejével és megbízható működésével érte el. A Wernher von Braun főművének tekinthető hordozóeszköz 140 tonnányi hasznos tömeget volt képes Föld körüli pályára és 48 tonnát szökési sebességre gyorsítani. Ezekkel a teljesítményadatokkal máig a legerősebb szolgálatba állított rakétának számít, mert bár az egykori Szovjetunióban készült Enyergija nagyobb tolóerejű volt nála, azt két tesztrepülésen kívül nem használták.
Három fokozatából egy (az S-IC jelű első fokozat) kerozin-oxigén, míg a másik kettő (S-II és S-IVB) hidrogén–oxigén hajtású volt, a harmadik fokozat pedig a világon elsőként többször újraindítható rakétahajtóművel rendelkezett. A Saturn V két fokozatában is az ún. „cluster-technológiát” használta. A nagyrakéta pályafutása rövid volt, a NASA mindössze hat évig, 1967 és 1973 között használta, összesen 12 repülésen.

### Saturn INT-21
A Saturn V alváltozata, amely mindössze egyetlen alkalommal repült, a Skylab-űrállomást állították vele pályára. Annyiban különbözött a holdrakétától, hogy ez kétfokozatú volt, nem használta az S-IVB harmadik fokozatot.

## Űrprogramok

### Apollo-program
A Saturn rakétacsalád fő felhasználási területe a holdprogram volt, az Apollo-program keretében a család mindhárom változatát használták. Kezdetben természetesen az elsőként elkészült Saturn I felhasználására került sor két fő céllal. Egyrészt a Hold eléréséhez megfelelő hordozóeszköz (illetve az ahhoz szükséges technika) kifejlesztésére alkalmazták, másrészt a szintén újonnan fejlesztett Apollo űrhajó első tesztjeihez, méret- és tömeghű, de nem működőképes űrhajók repülési tulajdonságainak kutatásához használták.
A Saturn IB felhasználása is kettős volt a program során. Egyrészt ezt a változatot is az Apollo űrhajó és a holdkomp repülési tesztjeihez használták, másrészt később az első ember vezette repülés(ek) – a tragédiával végződött Apollo–1 és a sikeres szűzfelhasználás, az Apollo–7 – hordozóeszközéül szolgált.
A család leghíresebb tagja, a Saturn V pedig a holdra szállások legendás hordozóeszközeként vonult be a történelembe. Föld körüli pályára állította a Holdra tartó űrszerelvényt, majd egy rövid ellenőrzést követően a harmadik fokozat újraindítható hajtóművének köszönhetően holdirányú pályára gyorsította. A holdrakéta minden egyes startja sikeres volt. „Másodlagos hasznosítása” is volt a hatalmas hordozóeszköznek: egyrészt az Apollo–4 és Apollo–6 repülésekkel a végső tesztek eszköze volt a holdra szállásokhoz szükséges, távirányítású űrhajókkal végzett startoknál, másrészt a holdirányra állt S-IVB fokozatok megfelelő célzásával és Holdba csapódtatásával mesterséges holdrengéseket idéztek elő a már a korábbi expedíciókon a holdfelszínen felállított ALSEP mérőállomások műszerei számára.

### Skylab-program
Az Apollo-programot követő amerikai űrprogram egy – a szovjetekétől nagyobb – űrállomás építésére irányult, és a NASA az Apollo hardverből próbálta megvalósítani. Az űrállomás testét Saturn rakéták S-IVB fokozatából alakították ki, személy- (és ellátmány szállító) űrhajóként pedig az Apollo űrhajót alkalmazták. A felbocsátásokhoz természetesen az ehhez az eszközrendszerhez leginkább illő Saturn rakétákat használták. A 74 tonnás űrállomás startjához egy átalakított Saturn V-öt, a Saturn INT-21-et használták, amely a holdrakéta S-IVB nélküli, kétfokozatú változata volt.
A személyzetek feljuttatására az utoljára az Apollo–7-nél használt Saturn IB-t vették elő, amely tökéletesen megfelelt a célra. A kisebbik Saturn használatában csak egyetlen fontosabb eltérés volt a holdprogramhoz képest, hogy a startok a 39-es indítóállásról történtek, és a sokkal nagyobb holdrakéta mobil indítótornyáról bocsátották fel a rakétát egy adapter közbeiktatásával.

### Apollo-Szojuz-program
Az Apollo hardver legutolsó fellépése a már fejlesztés alatt álló többször felhasználható űrhajó – az űrrepülőgép – rendszerbe állítása előtt a világ első nemzetközi űrprogramja, a Szovjetunió és az Egyesült Államok közös repülése, az Apollo–Szojuz-program volt. A politikai enyhülés légkörében lehetővé vált, hogy a két nagyhatalom kezet nyújtson egymásnak és erre a politikailag addig is szimbolikusnak számító űrkutatás látszott a legmegfelelőbbnek. 1975. július 15. és 1975. július 25. között öt űrhajós – három amerikai és két szovjet – részvételével közös programot hajtottak végre. Az amerikai Apollo-űrhajó feljuttatására a Saturn IB-t használták, a Skylabnél kikísérletezett módon, a nagyrakéta 39-es jelű indítóállását alkalmazva. Ez a start volt a Saturn rakétacsalád legutolsó indítása.